# Sándor Lumniczer
Dans le nom hongrois Lumniczer Sándor, le nom de famille précède le prénom, mais cet article utilise l’ordre habituel en français Sándor Lumniczer, où le prénom précède le nom.
Le Docteur Sándor von Lomniczy-Lumniczer, né le 16 janvier 1896 et décédé le 24 décembre 1958 à Budapest, est un ancien tireur sportif hongrois, spécialisé en fosse olympique (Ball-trap) et licencié à l'Union hongroise de balltrap (Országos Magyar Galamblövő Egyesület). Il possède le plus beau palmarès d'avant-guerre pour sa discipline, qu'il commence à pratiquer alors qu'il n'est que collégien.
Issu d'une lignée de médecins réputés, il est le fils du Docteur József Lumniczer (1863-1921), médecin-chef de l'hôpital Élisabeth. Inscrit à la Faculté de médecine de l'université de Budapest en 1914, il est envoyé sur le front italien l'année suivante. Il soutient sa thèse en 1921 et est nommé professeur-adjoint en 1924. Durant la Seconde Guerre mondiale, il exerce à l'hôpital d'État de Kassa (actuelle Košice), alors sous occupation hongroise. Après la guerre, il assume la majeure partie de sa carrière comme chef de service à l'hôpital d'État de Róbert Károly körút. Il aide les docteurs Julius Halasy et István Váradi à restructurer les instances régissant le tir hongrois.
Il décède durant la nuit de Noël hors de chez lui à Budapest, dans une situation sociale précaire.
Fréquemment invité aux chasses du château royal de Gödöllő, une rue de la ville porte toujours son nom.

## Palmarès
Détenteur de plusieurs records mondiaux (fosse et tir aux pigeons d'argile)

### Jeux olympiques
4 participations aux Jeux olympiques de 1924:
- 10e au tir au pigeon d'argile par équipes;
- 10e au tir à la fosse olympique par équipes (score: 86 des 321 points hongrois);
- 31e au tir au cerf courant coup simple à 100 mètres individuel;
- 31-44 au tir à la fosse olympique individuel (rang ?).

(il ne se représentera plus à partir de 1928 pour cause de non-amateurisme)

### Championnats du monde de tir
Capitaine de l'équipe hongroise; 
- Triple champion du monde à la fosse olympique individuel, en 1929 (Stockholm - 1re édition), 1933 (Vienne), et 1939 (Berlin);
- Sextuple champion du monde à la fosse olympique par équipes, en 1929 (Stockholm), 1933 (Vienne), 1934 (Budapest), 1935 (Bruxelles), 1936 (Berlin), et 1939 (Berlin); 
  -  Double vice-champion du monde à la fosse olympique individuel, en 1931 (Lvov), et 1935 (Bruxelles);
    -  Deux fois 3e du championnat du monde à la fosse olympique individuel, en 1930 (Rome) et 1937 (Helsinki);
    -  3e du championnat du monde à la fosse olympique par équipes en 1938 (Luhačovice);

### Championnats d'Europe de tir
- Double champion d'Europe  à la fosse olympique individuel, en 1933 (Vienne), et 1937 (Helsinki);
- Sextuple champion d'Europe à la fosse olympique par équipes, en 1929 (Stockholm), 1931 (Lvov), 1933 (Vienne), 1934 (Budapest), 1935 (Bruxelles), et 1936 (Berlin);
  -   Quadruple vice-champion d'Europe à la fosse olympique individuel, en 1931 (Lvov), 1934 (Budapest), 1935 (Bruxelles), et 1938 (Luhačovice);
  -  En 1955, il termine encore second par équipes à Bucarest, avec Kuli, Vary, et Fiddler.

### Championnats de Hongrie de tir
- 8 fois au tir au pigeon d'argile en individuel;
- 2 fois au tir à la fosse en individuel;

### Tournoi international de Paris
- 1934 (3 juin)[1].